# 榮蚠
榮蚠（?—?），战国时期宋国人，被燕国任命为高阳君。
燕武成王封荣蚠为高阳君，让他率军攻打赵国。赵孝成王于是割济东三城卢、高唐、平原一带五十七个城邑给齐国，以求安平君田单而率军抗燕。马服君赵奢向平原君反对割地以求外国将领抗敌，齐国也不愿意赵国战胜燕国，使赵国强大。